# Càl·lies-Hipònic
Càl·lies-Hipònic o Càl·lias-Hiponic（en llatí: Callias Hipponicus, en grec antic: Καλλίας-Ἱππόνικος) era el nom d'una família atenenca coneguda per la seva riquesa, els membres de la qual, a partir del fill de Fènip (Phaenippos) reberen el nom alternativament, una vegada Càl·lies i una Hipònic. Tenien la dignitat hereditària de porta torxes als misteris d'Eleusis. Deien ser descendents del mític Triptòlem, segons explica Xenofont.
Alguns membres rellevants de la família:
- Càl·lies I, opositor de Pisístrat.
- Càl·lies II, militar i ambaixador atenenc.
- Càl·lies III, militar i negociador atenenc.
- Hipònic I, amic de Soló.
- Hipònic II, usurpador d'un tresor.
- Hipònic III, general atenenc.[2]